# Pontós
Pontós est une commune d'Espagne située dans la comarque de l'Alt Empordà dans la province de Gérone, de la communauté autonome de Catalogne.

## Histoire
23 prairial an III (11 juin 1795) : bataille de Pontós durant la guerre du Roussillon